# Vertedero hidráulico

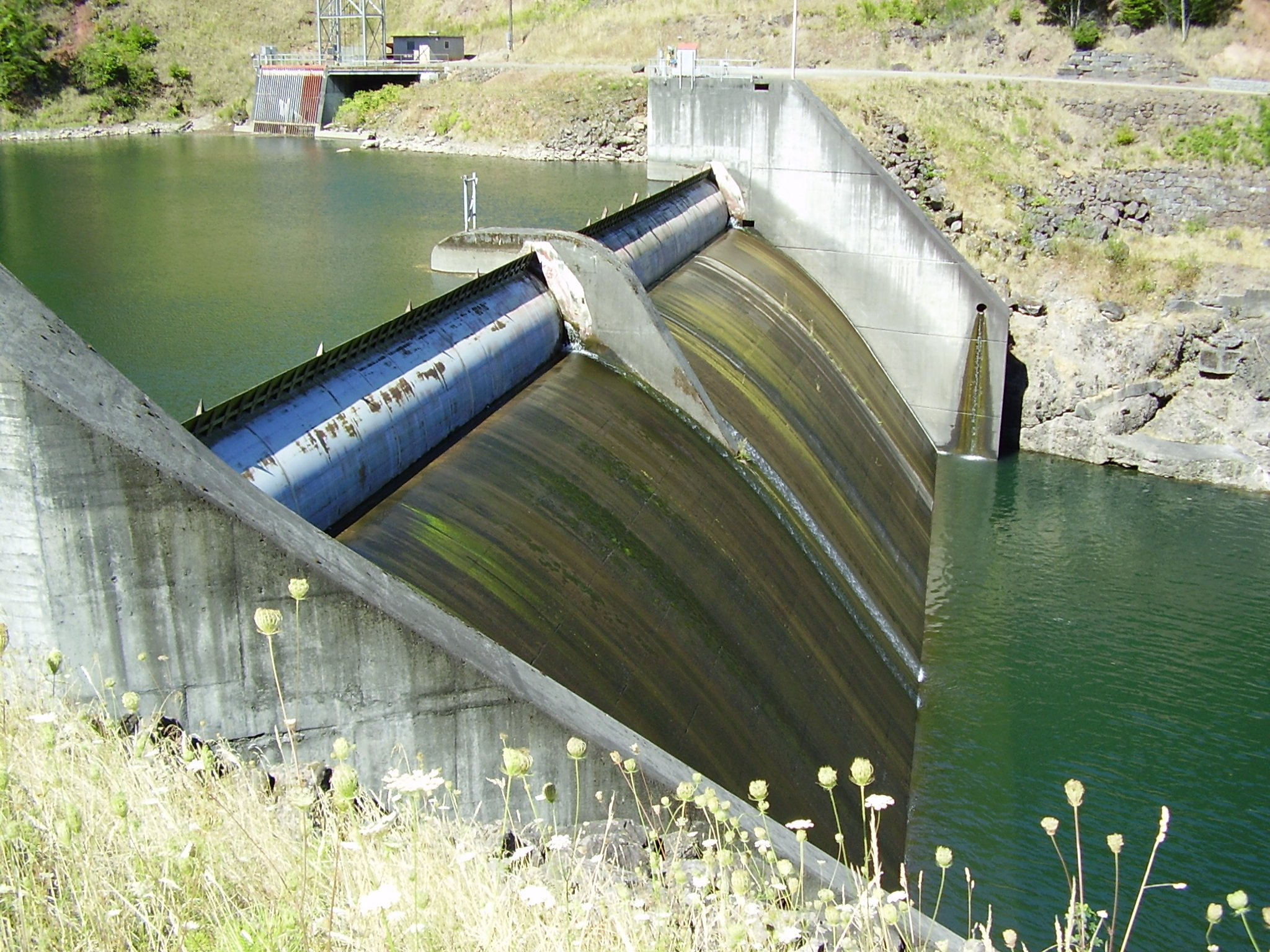
Vertedero de la presa Faraday, río Clackamas, Oregón.

El vertedero hidráulico o aliviadero es una estructura hidráulica destinada a propiciar el pase, libre o controlado, del agua en los escurrimientos superficiales, siendo el aliviadero en exclusiva para el desagüe y no para la medición. Existen diversos tipos según la forma y uso que se haga de ellos, a veces de forma controlada y otras veces como medida de seguridad en caso de tormentas en presas.

## Funciones

### Aliviadero como elemento de presa

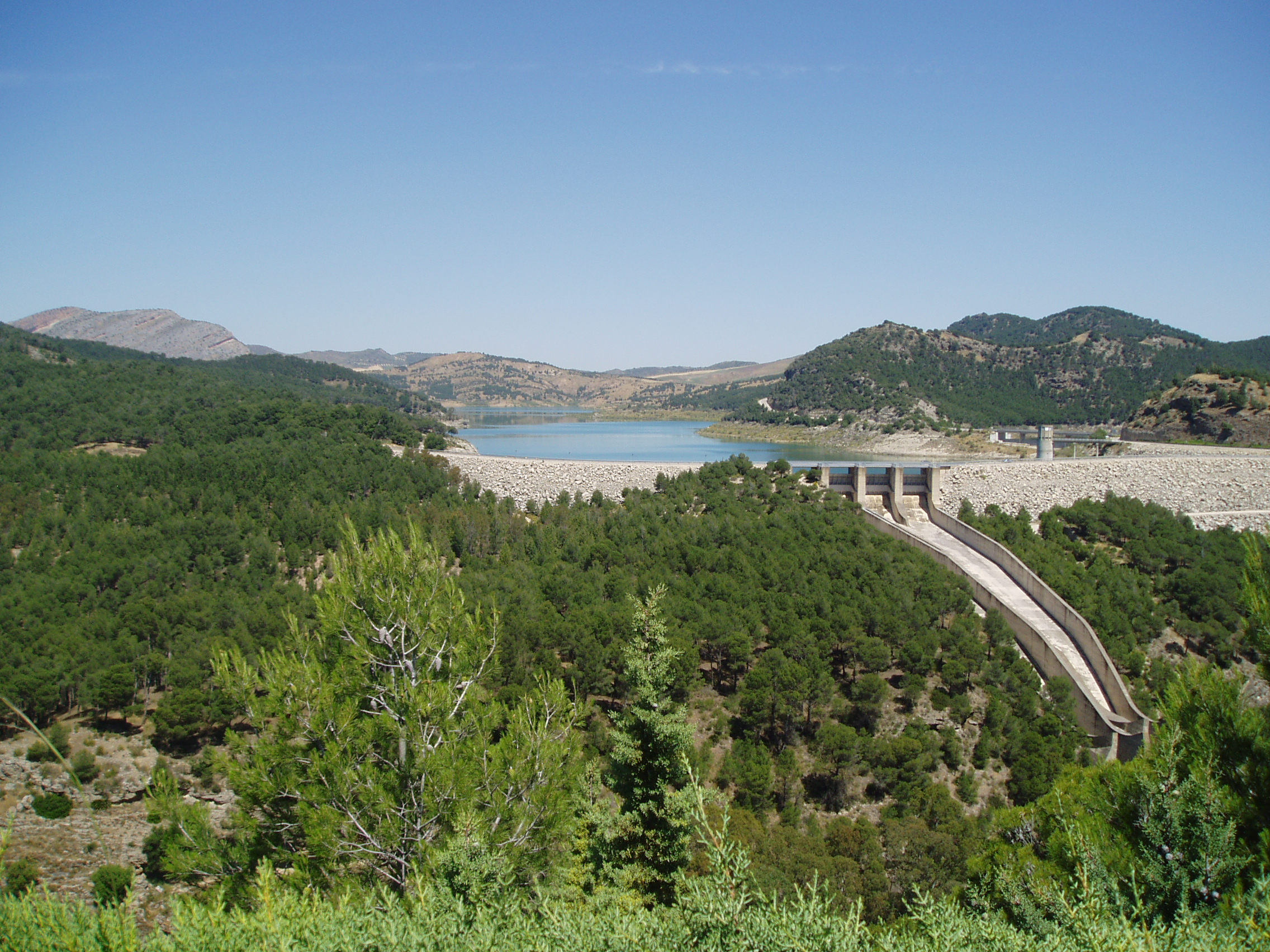
En las presas de materiales sueltos el aliviadero se dispone fuera del cuerpo de presa por razones de seguridad. En la foto la presa de Guadalhorce, Málaga (España).

Tiene varias finalidades entre las que se destaca:
- Garantizar la seguridad de la estructura hidráulica, al no permitir la elevación del nivel, aguas arriba, por encima del nivel máximo (NAME por su siglas Nivel de Aguas Máximas Extraordinarias) (ver: Embalse)
- Garantizar un nivel con poca variación en un canal de riego, aguas arriba. Este tipo de vertedero se llama "pico de pato" por su forma
- Constituirse en una parte de una sección de aforo del río o arroyo.
- Disipar la energía para que la devolución al cauce natural no produzca daños. Esto se hace mediante saltos, trampolínes o cuencos.

En una presa se denomina vertedero a la parte de la estructura que permite la evacuación de las aguas, ya sea en forma habitual o para controlar el nivel del reservorio de agua.

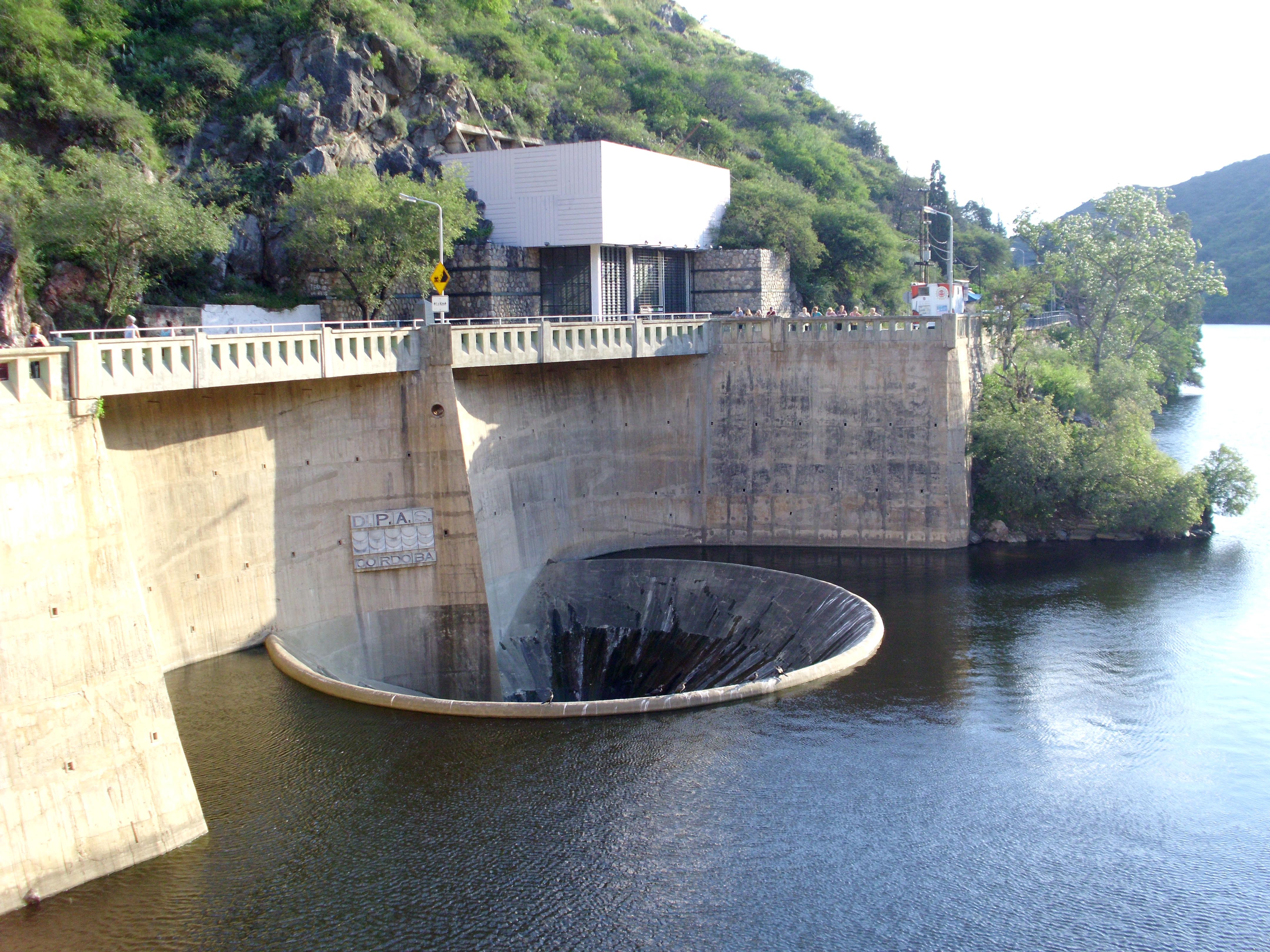
Vertedero tipo Tulipa de la represa Dique San Roque, en Córdoba, Argentina

Generalmente se descargan las aguas próximas a la superficie libre del embalse, en contraposición de la descarga de fondo, la que permite la salida controlada de aguas de los estratos profundos del embalse.

### Vertedero como elemento de canal

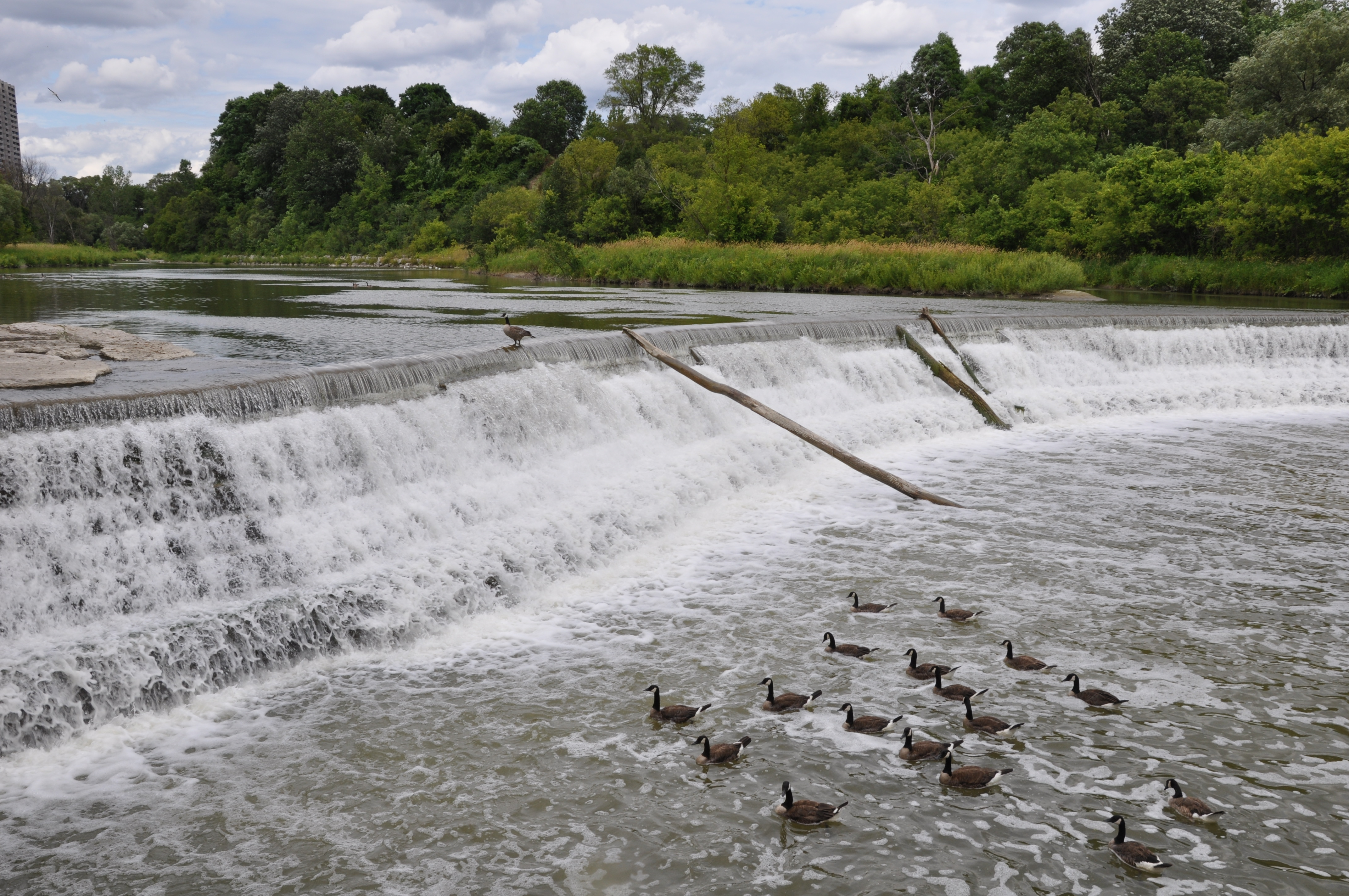
Un aliviadero en el río Humber cerca del Parque Raymore en Toronto, Canadá.

Los vertederos se usan conjuntamente con las compuertas para mantener un río navegable o para proveer del nivel necesario a la navegación. En este caso, el vertedero está construido significativamente más largo que el ancho del río, formando una "U" o haciendo diagonales, perpendicularmente al paso. Dado que el vertedero es la parte donde el agua se desborda, un grandioso y majestuoso vertedero permite pasar una mayor cantidad de agua con un pequeño incremento en la profundidad de derrame. Esto se hace con el fin de minimizar las fluctuaciones en el nivel de río aguas arriba.

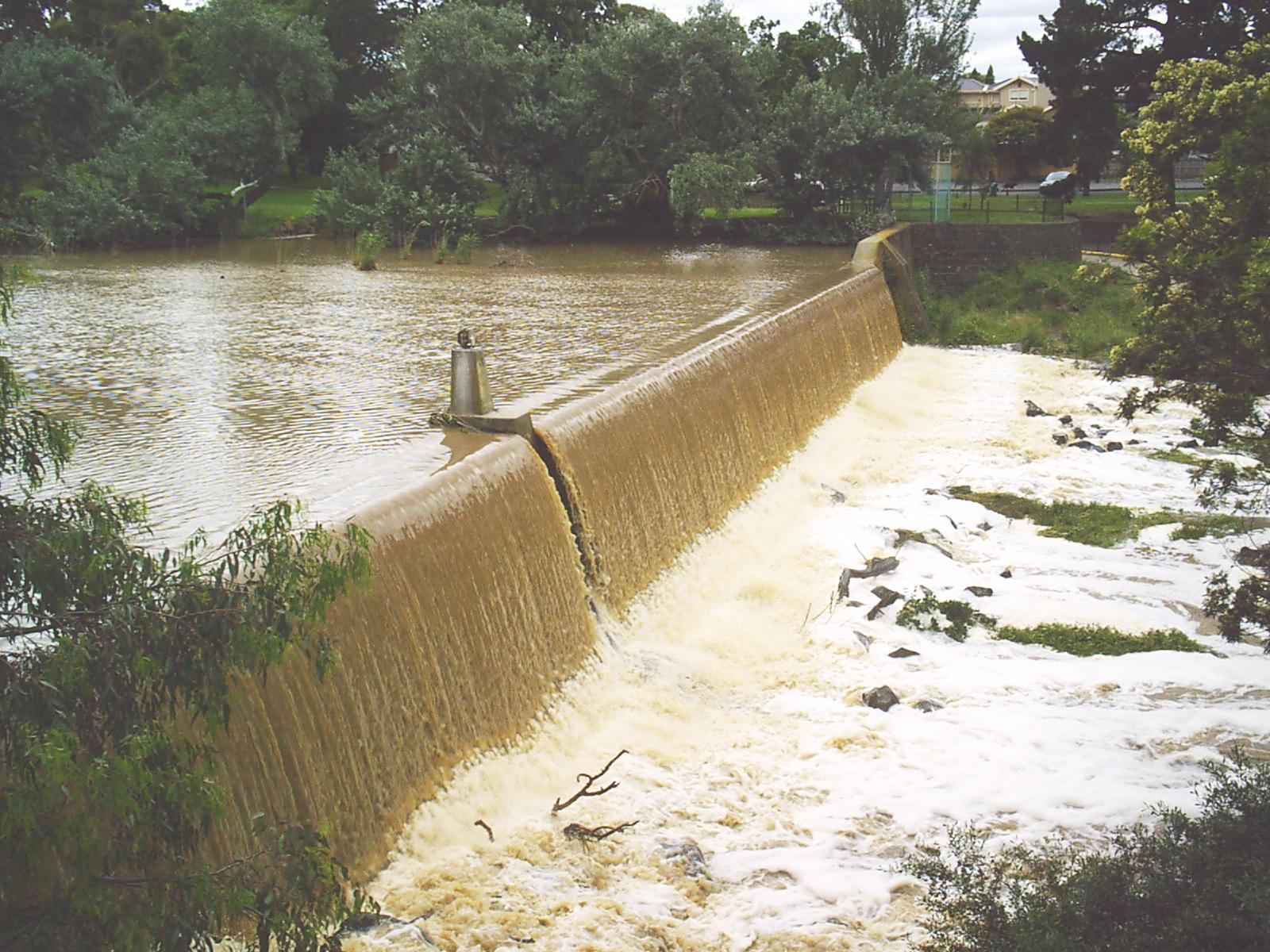
El aliviadero en Coburg Lake en Victoria (Australia) después de una inundación.

Los vertederos permiten a los hidrólogos un método simple para medir el caudal en flujos de agua. Conocida la geometría de la zona alta del vertedero y el nivel del agua sobre el vertedero, se conoce que el líquido pasa de régimen lento a rápido, y encima del vertedero de pared gruesa, el agua adopta el calado crítico.
Los vertederos son muy utilizados en ríos para mantener el nivel del agua y ser aprovechado como lagos, zona de navegación y de esparcimiento. Los molinos hidráulicos suelen usar presas para subir el nivel del agua y aprovechar el salto para mover las turbinas. 
Debido a que un vertedero incrementa el contenido en oxígeno del agua que pasa sobre la cresta, puede generar un efecto benéfico en la ecología local del río. Una represa reduce artificialmente la velocidad del agua, lo que puede incrementar los procesos de sedimentación, aguas arriba; y un incremento de la capacidad de erosión aguas abajo. La represa donde se sitúa el vertedero, al crear un desnivel, representa una barrera para los peces migratorios, que no pueden saltar de niveles.

## Cálculo de vertedero
Véase Vertedero de pared delgada

## Clasificaciones
Los vertederos pueden ser clasificados de varias formas:
- Por su localización en relación con la estructura principal:
  - Vertederos frontales
  - Vertederos laterales
  - Vertederos tulipa; este tipo de vertedero se sitúa fuera de la presa y la descarga puede estar fuera del cauce aguas abajo. (Vertedero tulipa descargando agua)

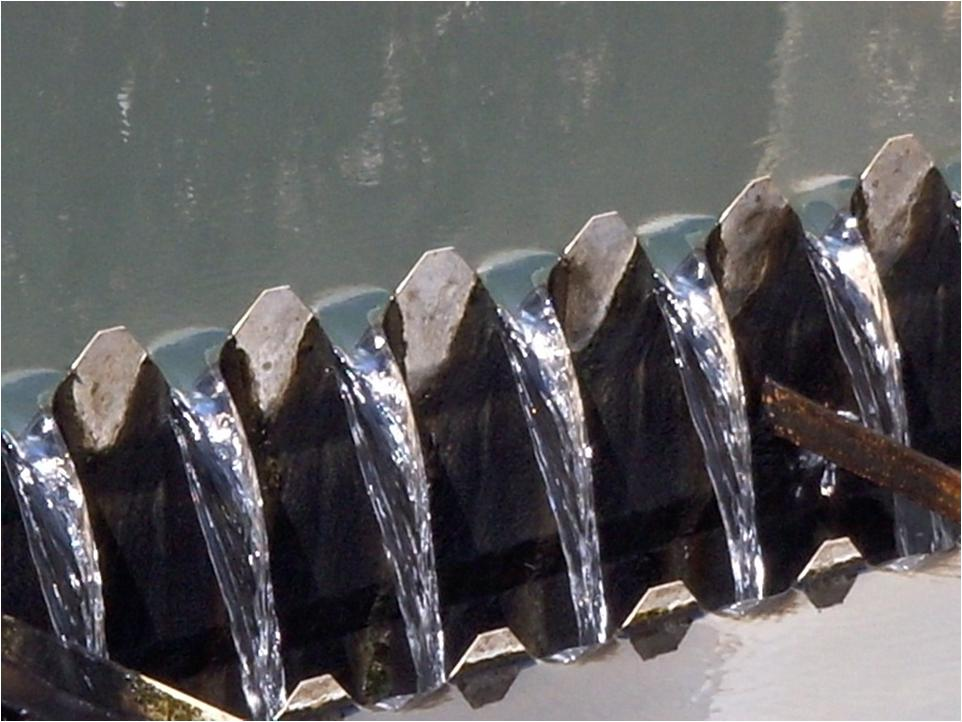
Vertederos en un decantador de una planta de tratamiento de potabilización en Honduras.

- desde el punto de vista de los instrumentos para el control del caudal vertido:
  - Vertederos libres, sin control.
  - Vertederos controlados por compuertas.
- desde el punto de vista de la pared donde se produce el vertimiento:
  - Vertedero de pared delgada
  - Vertedero de pared gruesa
- desde el punto de vista de la sección por la cual se da el vertimiento:
  - Rectangulares
  - Trapezoidales
  - Triangulares
  - Circulares
  - Lineales, en estos el caudal vertido es una función lineal del tirante de agua sobre la cresta
- desde el punto de vista de su funcionamiento, en relación con el nivel aguas abajo:
  - Vertedero libre, no influenciado por el nivel aguas abajo
  - Vertedero ahogado

- desde el punto de vista de su función principal
  - Descarga de demasías, permitiendo la salida del exceso de agua de las represas, ya sea en forma libre, controlada o mixta, en este caso, el vertedero es también conocido como aliviadero. Estas estructuras son las encargadas de garantizar la seguridad de la obra hidráulica como un todo;
  - Como instrumento para medir el caudal, ya sea en forma permanente, en cuyo caso se asocia con una medición y registro de nivel permanente, o en una instalación provisional, para aforar fuentes, o manantiales;
  - Como estructura destinada al mantenimiento de un nivel poco variable aguas arriba, ya sea en un río, donde se quiere mejorar o garantizar la navegación independientemente del caudal de este; o en un canal de riego donde se quiera garantizar un nivel poco variable aguas arriba, donde se ubica una toma para un canal derivado. En este caso se trata de vertederos de longitud mayor que el ancho del río o canal. La longitud del vertedero se calcula en función de la variación de nivel que se quiere permitir;
  - Como dispositivo para permitir la salida de la lámina superficial del agua en decantadores en plantas potabilizadoras de agua;
  - Como estructuras de repartición de caudales.
  - Como estructura destinada a aumentar la aireación (oxigenación) en cauces naturales favoreciendo de esta forma la capacidad de autodepuración de sus aguas. En este caso se trata siempre de vertederos de paredes gruesas, más asimilables a saltos de fondo.